# Plebejus javieri
Plebejus javieri är en fjärilsart som beskrevs av Gomez de Aizpurva och Fernandez-rubio 1973. Plebejus javieri ingår i släktet Plebejus och familjen juvelvingar. Inga underarter finns listade i Catalogue of Life.